# Tribija (Vareš, BiH)
Tribija je naseljeno mjesto u općini Vareš, Federacija Bosne i Hercegovine, BiH.
Kroz mjesto protječe istoimena rijeka, lijeva pritoka Krivaje.

## Stanovništvo

### 1991.
Nacionalni sastav stanovništva 1991. godine, bio je sljedeći:
ukupno: 52
- Hrvati - 43
- ostali, neopredijeljeni i nepoznato - 9

### 2013.
Nacionalni sastav stanovništva 2013. godine, bio je sljedeći:
ukupno: 7
- Hrvati - 7